# 이진하
이진하(1987년~)은 대한민국의 디자이너, 공학기술자이다. 현재 증강현실 협업 플랫폼을 만드는 Spatial 의 공동창업자이자, 최고 제품책임자 (Chief Product Officer)이다.

## 생애
유년시절을 경기도 과천시에서 보냈다. 경기과학고를 수석 졸업하고 도일하여 일본 도쿄대에서 전자공학을 전공, 그 후 도미하여 매사추세츠공대(MIT) 건축학대학원 산하 미디어랩에서 예술·과학으로 석사학위를 받았다.
MIT 미디어랩 시절, 모니터에 손을 넣어 조작할 수 있는 컴퓨터 스페이스탑 (SpaceTop), 그리고 만질수있는 3D 픽셀 제론 (ZeroN) 등의 작업이 화제가 되어, TED 컨퍼런스에 초청 받아 발표하였다.삼성전자에서 인터랙션그룹을 설립해 27세에 최연소 수석연구원, 그룹장으로 역임하였고, TV를 사용성을 개선하는 UI의 연구개발을 이끌었다. MIT 재학중 시각장애인을 위한 시계 브래들리(Bradley)를 공동디자인하여서 2013년 Kickstarter에서 가장 성공적인 디자인 프로젝트 중 하나로 선정되었다.2017년에  다시 도미하여, 원격공간을 홀로그램으로 연결하는 소프트웨어를 개발하는 스페이셜을 창업하였고, 우버와 인스타그램의 창업자의 투자를 받아 화제가 되었고, 2019년 모바일 월드 콩그레스에서 마이크로소프트 CEO 사티야 나델라가 증강현실 기기 홀로렌즈 2를 공개하는 키노트에 홀로그램으로 등장해 스페이셜을 시연하였다.

## 경력
- 2017년 2월 : 스페이셜 공동창업자, 최고제품책임자 Chief Product Officer (CPO)
- 2015년 3월 : 삼성전자 VD사업부 인터랙션그룹 그룹장, 수석연구원
- 2014년 4월 : 삼성전자 VD사업부 인터랙티브시각화랩 랩장, 책임연구원
- 2014년 3월 : 삼성전자 VD사업부 책임연구원
- 2012년 8월 : 삼성전자 영상디스플레이사업부 선임연구원
- 2012년 1월 : Eone 설립
- 2011년 6월 : 마이크로소프트 응용과학그룹 인턴연구원
- 2008년 8월 : 소니 컴퓨터과학 연구소 인턴연구원

## 학력
- 2011년 : MIT 미디어랩 박사과정 휴학
- 2011년 : MIT 미디어랩 석사
- 2009년 : 도쿄대학 전자공학 학사
- 2004년 : 경기과학고등학교

## 수상
- 2015년 : 세계경제포럼 올해의 차세대 지도자
- 2014년 : MIT 테크놀로지리뷰 세상을 바꿀 혁신가 35인
- 2014년 : 패스트컴퍼니 현존하는 가장 위대한 디자이너 32인
- 2016년: 포브스 아시아의 30 대 이하 혁신가 30인.